# Days Aweigh
Days Aweigh è un album jazz della cantante Cassandra Wilson pubblicato nel 1987.

## Tracce
1. Electromagnolia – 04:32 (Olu Dara, Cassandra Wilson)
2. Let's Face the Music and Dance – 02:31 (Irving Berlin)
3. Days Aweigh – 03:26 (Jean-Paul Bourelly)
4. Subatomic Blues – 04:34 (Cassandra Wilson)
5. Apricots on Their Wings – 05:48 (Henry Threadgill)
6. If You Only Know How 05:07 (Cassandra Wilson)
7. You Belong to You – 4:54 (Cassandra Wilson)
8. Some Other Time – 5:12 Leonard Bernstein, Betty Comden, Adolph Green)
9. Black and Yellow – 05:39 (Rod Williams)

## Formazione
- Cassandra Wilson – voce
- Jean-Paul Bourelly – chitarra elettrica
- Steve Coleman – sassofono alto
- Mark Johnson – percussioni
- Olu Dara – cornetta, voce
- Graham Haynes – tromba
- Kenneth Davis – basso acustico
- Kevin Bruce Harris– basso elettrico
- Rod Williams – piano, sintetizzatore